# Killing Machine
Killing Machine es el quinto álbum de estudio de la banda británica de heavy metal Judas Priest, publicado en 1978 por CBS Records para Europa y por Columbia Records para el mercado estadounidense. Es el último trabajo de estudio del baterista Les Binks, ya que a mediados de julio de 1979 renunció a la banda en buenos términos.
A su vez, es la producción que definió el uso del cuero y las tachas metálicas tanto de la agrupación como del género heavy metal. Aunque la primera aparición del uso de dicha vestimenta fue en la portada de «Better By You, Better Than Me» en enero de 1978. Por otro lado y según el sitio Allmusic, es el último disco de la primera etapa de la banda y que constituye su período más influyente para la historia del metal.
En 2001 se remasterizó con dos pistas adicionales; «Fight for Your Life» grabada durante las sesiones de Screaming for Vengeance y que es el prototipo de «Rock Hard Ride Free» de 1984 y una versión en vivo de «Riding on the Wind» grabada en 1983 en el US Festival. Además en el 2005 la revista Rock Hard lo situó en el puesto 321 de su lista los 500 grandes álbumes del rock y metal de todos los tiempos.

## Antecedentes
Su grabación se realizó en los estudios Utopia, Basing Streets y CBS Studios durante los meses de agosto y septiembre de 1978, solo días después de culminar su primera visita a Japón en el marco de la gira Stained Class Tour. Su producción quedó a cargo de la banda en conjunto con James Guthrie, que había trabajado previamente como productor en la canción «Better By You, Better Than Me». Por su parte, su mezcla se llevó a cabo en septiembre en los Utopia Studios de Londres.

## Diferente título
El título original trajo varias discusiones con Columbia Records —el distribuidor de sus discos en los Estados Unidos— ya que según ellos el nombre podría tener «implicaciones asesinas» y que era demasiado agresivo para ponerlo a la venta. Además, anunciaron que varias tiendas por departamento, entre ellas K-Mart, les dijeron que sino cambiaban el nombre no lo pondrían en sus estantes.
Por ello, para no tener problemas con los grandes compradores del mercado estadounidense el sello les sugirió que cambiaran el nombre del disco, llamándolo finalmente Hell Bent for Leather y que se puso a la venta no solo en los Estados Unidos, sino también en Canadá y en otros mercados menores. Esta edición incluyó como pista exclusiva una versión de «The Green Manalishi (With the Two Prong Crown)», original de Fleetwood Mac, y que había sido escrita en 1970 por el guitarrista Peter Green semanas antes de su salida.

## Lanzamiento y promoción
Se publicó el 9 de octubre de 1978 en el Reino Unido a través de CBS Records, donde alcanzó el puesto 32 en la lista UK Albums Chart, el 11 de noviembre del mismo año. Por su parte, en Norteamérica se lanzó el 28 de febrero de 1979 por Columbia Records y como ya se mencionó bajo el título de Hell Bent for Leather, llegando en los Estados Unidos hasta la posición 128 en los Billboard 200. Por su parte, en 1989 se certificó por la RIAA con disco de oro luego de vender más de 500 000 copias en este último país.
En cuanto a su promoción, en 1978 se lanzó como primer sencillo «Hell Bent for Leather» pero solo para el mercado japonés. Mientras que en 1979 se publicaron «Rock Forever», «Evening Star» y «Take On the World» para todo el mundo, ingresando estas últimas en los UK Singles Chart en las posiciones 53 y 14 respectivamente. Además, el 23 de octubre de 1978 iniciaron la gira Killing Machine Tour que los llevó a varias ciudades del Reino Unido y los Estados Unidos, como también les permitió tocar por primera vez en Bélgica, Canadá, Irlanda, Alemania y Francia, cuyas presentaciones culminaron el 15 de diciembre de 1979.

## Portada
Para dar hincapié en la nueva imagen de la banda, el artista Roslaw Szaybo colocó un casco de motociclista de cuero sobre la cabeza de un maniquí usando unas gafas de sol quebradas y cubiertas de sangre. Según él, esto le daba unas claras referencias al aspecto de la banda y cuando Columbia decidió cambiar el título a Hell Bent for Leather, la imagen parecía encajar más. Por su parte, retomó el logotipo que creó para la portada de Stained Class, agregándole una punta más al subrayado debajo de la palabra Judas y un puente más corto a la palabra Priest. Estos cambios son los que definieron al característico logotipo y es el que más se ha usado desde ese entonces.

## Lista de canciones
| N.º | Título                                                                            | Escritor(es)             | Duración |  |
| 1.  | «Delivering the Goods»                                                            | Halford, Tipton, Downing | 4:16     |  |
| 2.  | «Rock Forever»                                                                    | Halford, Tipton, Downing | 3:16     |  |
| 3.  | «Evening Star»                                                                    | Halford, Tipton          | 4:06     |  |
| 4.  | «Hell Bent for Leather»                                                           | Tipton                   | 2:41     |  |
| 5.  | «Take On the World»                                                               | Halford, Tipton          | 3:00     |  |
| 6.  | «Burnin' Up»                                                                      | Downing, Tipton          | 4:07     |  |
| 7.  | «The Green Manalishi (With the Two-Prong Crown)» (publicado solo en Norteamérica) | Peter Green              | 3:23     |  |
| 8.  | «Killing Machine»                                                                 | Tipton                   | 3:01     |  |
| 9.  | «Running Wild»                                                                    | Tipton                   | 2:58     |  |
| 10. | «Before the Dawn»                                                                 | Halford, Tipton, Downing | 3:23     |  |
| 11. | «Evil Fantasies»                                                                  | Halford, Tipton, Downing | 4:15     |  |

| Pistas adicionales reedición de 2001 |                                                                                             |                          |          |  |
| N.º                                  | Título                                                                                      | Escritor(es)             | Duración |  |
| 12.                                  | «Fight for Your Life» (grabado durante las sesiones de Screaming for Vengeance)             | Halford, Tipton, Downing | 4:06     |  |
| 13.                                  | «Riding on the Wind» (en vivo, grabado en el US Festival, California el 29 de mayo de 1983) | Halford, Tipton, Downing | 3:16     |  |

## Músicos
- Rob Halford: voz
- K.K. Downing: guitarra eléctrica
- Glenn Tipton: guitarra eléctrica y coros
- Ian Hill: bajo
- Les Binks: batería